# Liste der Biografien/C
Liste der Biografien |
Portal Biografien |
Personensuche
# |
A |
B |
C |
D |
E |
F |
G |
H |
I |
J |
K |
L |
M |
N |
O |
P |
Q |
R |
S |
T |
U |
V |
W |
X |
Y |
Z |
?
 
Ca |
Cb |
Cc |
Ce |
Ch |
Ci |
Cj |
Ck |
Cl |
Cm |
Cn |
Co |
Cr |
Cs |
Ct |
Cu |
Cv |
Cw |
Cy |
Cz
Die Liste der Biografien führt alle Personen auf, die in der deutschsprachigen Wikipedia einen Artikel haben. Dieses ist eine Teilliste mit 8 Einträgen von Personen, deren Namen mit dem Buchstaben „C“ beginnt.

## C
- C-Bo (* 1974), US-amerikanischer Rapper
- C-Bool (* 1981), polnischer DJ und Musikproduzent
- C-Maler, attisch-schwarzfiguriger Vasenmaler
- C-Murder (* 1971), US-amerikanischer Rapper
- C-Rock (* 1972), deutscher DJ und Musikproduzent
- C.K., Louis (* 1967), US-amerikanischer Filmregisseur, Filmproduzent, Autor, Schauspieler und KomikerLouis C.K. (* 1967)

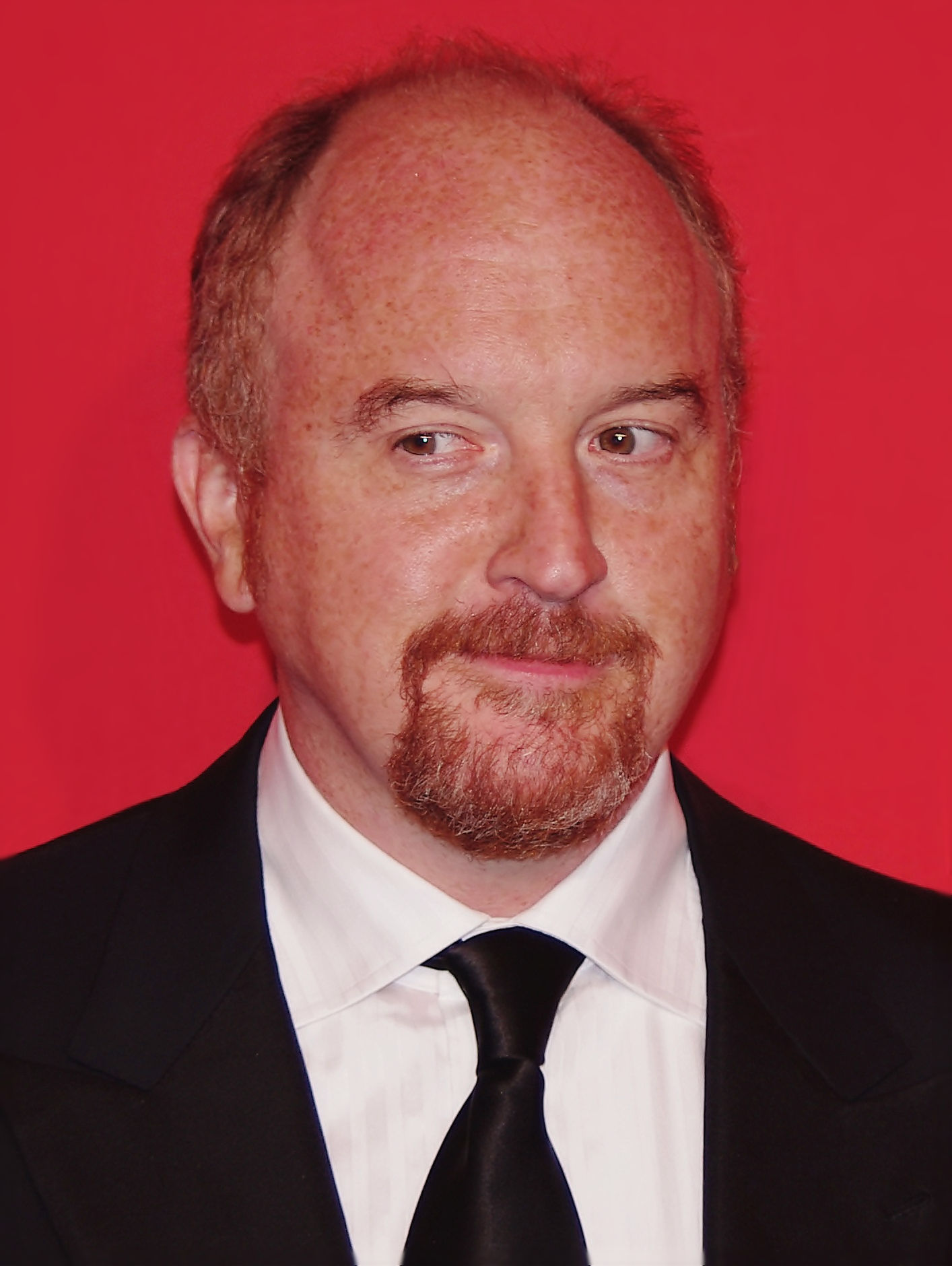
Louis C.K. (* 1967)

- C.mEE (* 1990), Schweizer Musiker
- C418 (* 1989), deutscher Musiker